# 溪畔冬青
溪畔冬青（学名：Ilex lihuaensis）为冬青科冬青属的植物，为中国的特有植物。分布于中国大陆的贵州等地，多生于山地溪边，目前已由人工引种栽培。

## 异名
- Ilex rivularis Y. K. Li